# Die große Nacht im Eimer
Die große Nacht im Eimer est une peinture à l'huile sur toile de  250 × 180 cm réalisée par Georg Baselitz  en 1962-1963 et appartenant à la collection du Musée Ludwig de Cologne. 

## Contenu et forme
Le tableau montre une figure se masturbant de manière provocante. L'historien de l'art Klaus Gallwitz (de) a décrit le motif : « La figure, qui rappelle un garçon en physique, se tient debout les jambes écartées et tient un phallus surdimensionné avec sa main gauche. Elle regarde au-delà du spectateur ». La légèreté de la silhouette est en contraste extrême avec la masculinité trop accentuée : « La forme du visage, comme la partie supérieure du corps couverte de coups de pinceau informels, n'a pas d'autres traits physionomiques que les yeux et une grande oreille ». La même année, un autre tableau intitulé Große Nacht im Eimer, 1963 (huile sur toile, 180 × 165 cm) a été créé ; il est de propriété privée. Ici, le sujet montre la figure avec la tête baissée et le phallus, dans une représentation fracturée de la sexualité. A titre d'étude,  Die große Nacht (crayon et aquarelle, 63 × 48 cm, collection particulière) a été peinte en 1962 sur le même thème.
Les tableaux datent de la première phase de l'œuvre de Baselitz, de 1960 à 1963, période pendant laquelle l'artiste étudiait Antonin Artaud, phase qui a donné naissance à des tableaux « qui révèlent une curiosité morbide pour les « orifices fébriles » et les « corps enflés ». ». La période de création se manifeste dans les œuvres P. D. Feet, une série obsédante de membres individuels, une série de têtes et de portraits, et les deux tableaux Die große Nacht im Eimer. Avec ces œuvres, le peintre a commencé une série de travaux, comme Weihnachten (1964) et Die Peitschenfrau (1965), avec lesquels il a cherché à développer de nouvelles formes d'expression pour le figuratif à une époque où la peinture était dominée par le tachisme et l'action painting. Les sujets restent sans contexte dans les tableaux et transmettent des états de dissolution dans la couleur et la conception picturale. Baselitz lui-même a appelé ses tons de couleur zermanscht et a expliqué plus tard cette première phase de son travail comme étant de la « boue pubertaire ».

## Impact
En octobre 1963, l'œuvre exposée à la galerie Werner & Katz à Berlin-Ouest (première exposition personnelle de Baselitz), ainsi que le tableau Der nackte Mann ont été confisqués par le ministère public pour indécence. La procédure pénale ne s'est terminée qu'en 1965 avec la restitution des tableaux.
Dans le cadre de son cycle d'œuvres de 2005, Baselitz a peint une deuxième version du tableau intitulée Die große Nacht im Eimer (remix). La variante Die große Nacht de cette époque est en possession de la Pinakothek der Moderne depuis 2012.

## Littérature
- (de) Handbuch Museum Ludwig. Cologne 1979, p. 76–79